# Suka Maju (Tanjung Tiram)
Suka Maju is een bestuurslaag in het regentschap Batu Bara van de provincie Noord-Sumatra, Indonesië. Suka Maju telt 9798 inwoners (volkstelling 2010).